# Tifón Haiyan
El tifón o supertifón Haiyan, conocido en Filipinas como: tifón Yolanda (designación internacional: 1330, designación JTWC: 31W), fue uno de los ciclones tropicales más intensos en la historia moderna que devastó al Sureste Asiático, principalmente en las Filipinas. Es el más mortífero en la historia de Filipinas, matando a aproximadamente 6300 personas. También, es el ciclón más intenso en tocar tierra y el segundo más intenso en términos de velocidad de vientos sostenidos en un minuto, superado por el huracán Patricia en 2015. El nombre Haiyan fue aportado por China y significa «petrel» (海燕) en chino.
El Haiyan se originó de un área de baja presión a unos cientos de kilómetros al este-sureste de Pohnpei, Micronesia el 2 de noviembre. Desplazándose al oeste, las condiciones ambientales favorecieron una ciclogénesis tropical y el sistema se convirtió en una depresión tropical el día siguiente. Después de convertirse en una tormenta tropical y ser nombrado como Haiyan a las 00:00 UTC del 4 de noviembre, el sistema empezó un período de rápida intensificación que lo convirtió en un tifón a las 18:00 UTC del 5 de noviembre. Día después, el Centro Conjunto de Advertencia de Tifones ascendió al sistema a la categoría cinco de supertifón en la escala de huracanes de Saffir-Simpson; la tormenta pasó sobre la isla de Kayangel rápidamente después de alcanzar esta categoría.
Luego, el sistema continuó intensificándose; a las 12:00 UTC del 7 de noviembre, la Agencia Meteorológica de Japón midió los vientos del Haiyan en diez minutos de 235 km/h (145 mph), el más intenso en relación con el ciclón. A las 18:00 UTC, la JTWC estimó sus vientos en un minuto de 315 km/h (195 mph), considerándolo extraoficialmente como el más intenso jamás observado en términos de velocidad de vientos. Varias horas después, el ojo del Haiyan tocó tierra por primera vez en Guiuan, en la provincia filipina de Sámar Oriental. Debilitándose gradualmente, el tifón hizo adicionalmente cinco contactos con tierra antes de salir al mar de la China Meridional. Girando al noroeste, el sistema finalmente impactó el norte de Vietnam como una tormenta tropical severa el 10 de noviembre. El Haiyan finalmente se disipó al día siguiente. El ciclón causó daños catastróficos y una gran crisis humanitaria en el centro de Filipinas, particularmente en las islas de Sámar y Leyte; la Oficina de Coordinación de Asuntos Humanitarios de la Organización de Naciones Unidas afirmó que 11 millones de personas quedaron damnificadas y muchas más se quedaron sin hogar.

## Historia Meteorológica

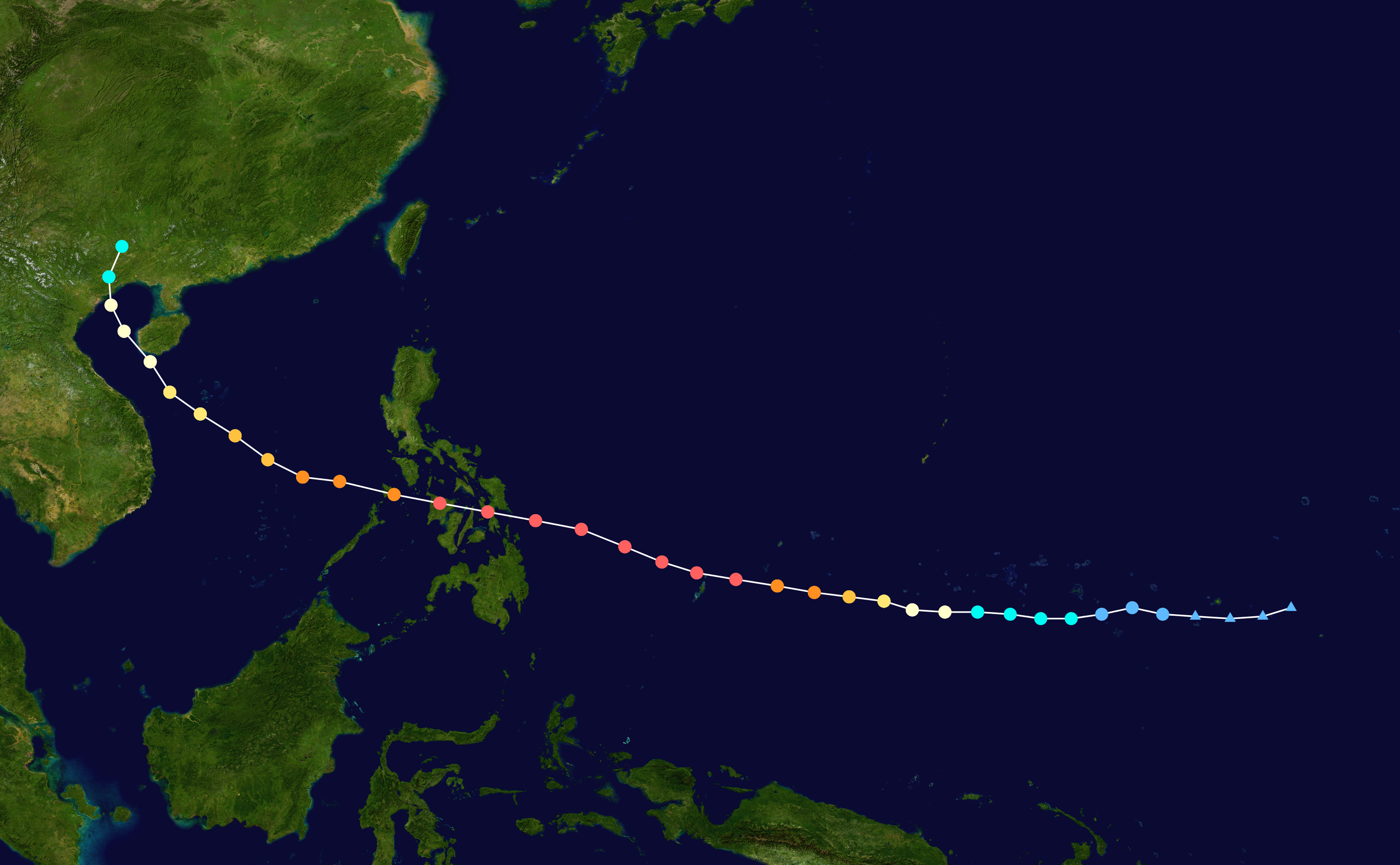
Trayectoria del tifón Haiyan, según la escala de huracanes de Saffir-Simpson.

El precursor del tifón Haiyan fue un área de baja presión que empezó a vigilarse el 2 de noviembre, a 428 kilómetros al este-sureste de Pohnpei, Estados Federados de Micronesia, este se encontraba organizando e incrementando su nubosidad convectiva profunda. Al día siguiente, la Agencia Meteorológica de Japón (JMA) lo promovió a la categoría de depresión tropical, mientras el Centro Conjunto de Advertencia de Tifones (JTWC) lo denominó depresión tropical 31W. Varias horas después de ser nombrado, la depresión consolidó más su convección profunda acoplada a su centro de circulación de magnitud baja (LLCC). Con esto, a las 00:00 UTC del 4 de noviembre, la JMA promovió a la depresión tropical a la categoría de tormenta tropical y lo nombró: Haiyan, hecho así por la JTWC a las 03:00 UTC del día siguiente.
Encontrándose en condiciones muy favorables, el Haiyan se intensificó explosivamente y estructuralmente consolidó sus bandas convectivas y se empezó a percibirse en las imágenes de satélite un ojo rasgado. El sistema fue considerado como tormenta tropical severa por la JMA a las 00:00 UTC del 5 de noviembre y a tifón de categoría uno por la JTWC a las 03:00 UTC. La JMA lo promovió a tifón a las 18:00 UTC de ese día. Pasaron veinticuatro horas desde su categorización como tifón, el cual a las 03:00 UTC del 6 de noviembre ya fue considerado como un supertifón.  En este punto, la estructura del Haiyan consistía en bandas convectivas apuntando hacia el sur con un ojo muy estrecho análogo a un agujero de afiler de un diámetro de solo 111 kilómetros, el cual pasó sobre Kayangel en Palaos; este ojo es similar al del huracán Wilma en 2005, común en casos de rápida intensificación menores a 24 horas. A las 15:00 UTC de ese día, mientras se ubicaba a 209 kilómetros al noreste de Kolor, Palaos, el Haiyan fue considerado como un supertifón de categoría cinco, con vientos de 260 km/h en un minuto y ráfagas más fuertes.  Una hora después, a las 16:00 UTC, el tifón entró al Área de Responsabilidad Filipina (PAR por sus siglas en inglés) el cual la Administración de Servicios Atmosféricos, Geofísicos y Astronómicos de Filipinas (PAGASA) lo nombró como Yolanda.

Imagen de satélite capturada el 7 de noviembre de 2013 mostrando al Haiyan en su pico de intensidad. En esta imagen se nota la estructura convectiva simétricamente perfecta del Haiyan. Al oeste del sistema, se puede apreciar las bandas estrechas alimentadoras ya sobre las Filipinas. Nótese del ojo en forma anular despejado, típico de un ciclón de gran intensidad.

En esta área, el Haiyan continuaba intensificando, mostrando un anillo de convección profunda alrededor de un ojo muy pequeño de aproximadamente 14 kilómetros de diámetro. Horas después, su ojo se expandió, ubicado sobre la superficie del mar cálida, con una temperatura de 30 grados Celsius, a pesar de tener a una dorsal subtropical al norte y una cizalladura vertical de viento bajo o débil. A las 20:45 UTC del 7 de noviembre, el Haiyan finalmente hizo contacto con tierra, en Guiuan, provincia filipina de Sámar Oriental.  Minutos después, a las 21:00 UTC, la JTWC, utilizando la clasificación Dvorak, afirmaba que el Haiyan alcanzó su máximo pico de intensidad de vientos de 315 km/h (unos 195 mph) en un minuto; la JMA a las 18:00 UTC, estimaba sus vientos en 230 km/h (unos 145 mph) en 10 minutos con una presión mínima de 895 hPa. Esta intensidad supuso al ciclón, como el más poderoso en todas las cuencas en el 2013, superando al ciclón Phailin y a los tifones Usagi, Francisco & Lekima. Su estructura mostraba perfectamente simetría, con un ojo definido y anular, múltiples anillos concéntricos de convección profunda. Además que en las imágenes microondas de satélite revelaban fuertes bandas estrechas alimentadoras primarias y secundarias al noreste y oeste de la periferia del ciclón con un anillo oscuro de convección afuera de la cima de las nubes frías dentro de la pared del ojo. Las bandas secundarias, ya ubicadas sobre el archipiélago filipino, empezaron a debilitarse a pesar de estar auxiliadas por un flujo de bajo nivel a la periferia oeste del sistema.
Internándose en el archipiélago, el ojo anular que poseía el sistema empezó a distorsionarse con una disminución en su tamaño. Sin embargo, la cizalladura y la dorsal subtropical débil seguían propiciando condiciones favorables, consecuentemente influyendo poco en su debilitamiento. Pero horas después, mientras se ubicaba a 241 kilómetros al sur de Filipinas, el Haiyan inició su tendencia debilitatoria. Su convección profunda inició a superficializarse, su ojo se encontraba nuboso y sus vientos empezaron a disminuir. El 9 de noviembre, la PAGASA afirmó en su boletín de las 3:30 PM (07:30 UTC) que el Haiyan había salido del Área de Responsabilidad Filipina, como un tifón de categoría tres según la JTWC y con una estructura ciclónica deteriorada; su convección empezó a disminuir alrededor de su centro de circulación de nivel bajo. Las imágenes de satélite mostraban que el sistema se encontraba estructuralmente envuelto con un aire fresco y estable influyéndolo desde la parte oeste.

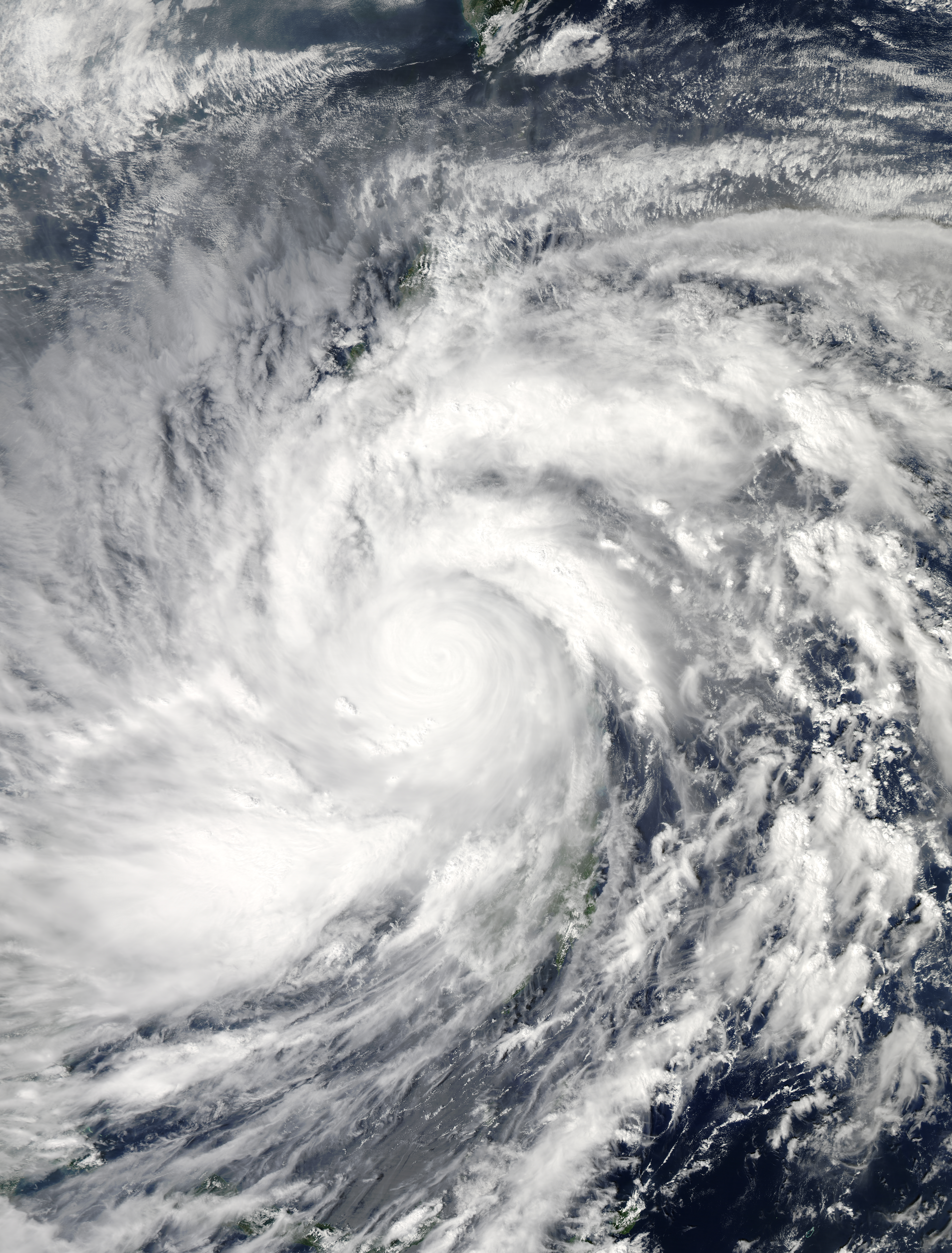
Imagen de satélite tomada el 8 de noviembre en la que muestra al Haiyan sobre el centro de las Filipinas. Debido a que el tifón, además de su intensidad, se desplazaba sobre archipiélago no se debilitó significativamente. Tiempo más tarde, el Haiyan salió del territorio filipino como un tifón de categoría cuatro.

Ya ubicado sobre el mar de la China Meridional, las condiciones en esa área seguían favorables para mantener su intensidad, con una presencia de una débil cizalladura de viento, una expansión radial del ciclón y su desplazamiento sobre una dorsal subtropical orientado de este a oeste; aunque se percibía un centro denso nublado ubicado sobre el centro de circulación de nivel bajo y bandas nubosas que se habían adelgazado. A las 03:00 UTC, el Haiyan era catalogado como un tifón de categoría dos, mostrando vientos máximos sostenidos de 160 km/h en un minuto, 150 km/h en diez minutos con una presión mínima de 955 hPa. Después de esto, el sistema empezó a desplazarse al norte-noroeste el cual, mientras se ubicaba a 296 kilómetros al sureste de Hanói, Vietnam, su centro de circulación de nivel bajo se abrió y sus bandas nubosas externas empezaron a superficializarse aún manteniendo la categoría de tifón por las condiciones apenas favorables. A las 21:00 UTC del 10 de noviembre, el centro del Haiyan finalmente tocó tierra sobre Haiphong, Vietnam, mientras se ubicaba a 161 kilómetros al noreste de la capital Hanói, como tormenta tropical severa. Debido a su interacción en tierra y por la presencia de una cizalladura vertical de viento al suroeste, el sistema rápidamente se debilitó aún poseyendo un centro definido pero con una convección profunda deformada y concentrada principalmente al norte. Finalmente, varias horas después, el Haiyan se disipó en la provincia china de Guangxi el 11 de noviembre.

## Preparaciones

### Estados Federados de Micronesia y Palaos
El 3 de noviembre, después de la declaración de la JTWC al precursor del Haiyan como la depresión tropical Treinta y uno-W (31W), advertencias de tormenta tropical fueron emitidas a las localidades de Chuuk Lagoon, Losap y Poluwat en los Estados Federados de Micronesia. Más al oeste, fueron emitidas advertencias de tifones para las localidades de Faraulep, Satawal y Woelai mientras que en Fananu y Ulul se les emitió vigilancia de tormenta tropical. Al día siguiente, el aviso de tormenta tropical fue ampliado hasta Satawal mientras que en Woelai fue emitida una advertencia de tifón. En el estado de Yap, las islas de Koror y Kayangel en Palaos estuvieron bajo vigilancia de tifón el 4 de noviembre. El gobierno del país ordenó una evacuación mandatoria para Kayangel; aunque la mayoría de los residentes ignoraron la advertencia. A medida que el Haiyan avanzaba hacia el oeste, los avisos gradualmente fueron cancelados. Cuando el sistema se convirtió en tifón el 5 de noviembre, advertencias de tifón fueron ampliados a lo largo de Palaos y Yap. Las oficinas gubernamentales en la capital de Palaos, Melekeok fueron utilizadas como centro de evacuación. A pesar de las órdenes de evacuación, la mayoría de los residentes en Kayangel no se movieron de sus hogares y se enfrentaron al tifón.

### Filipinas

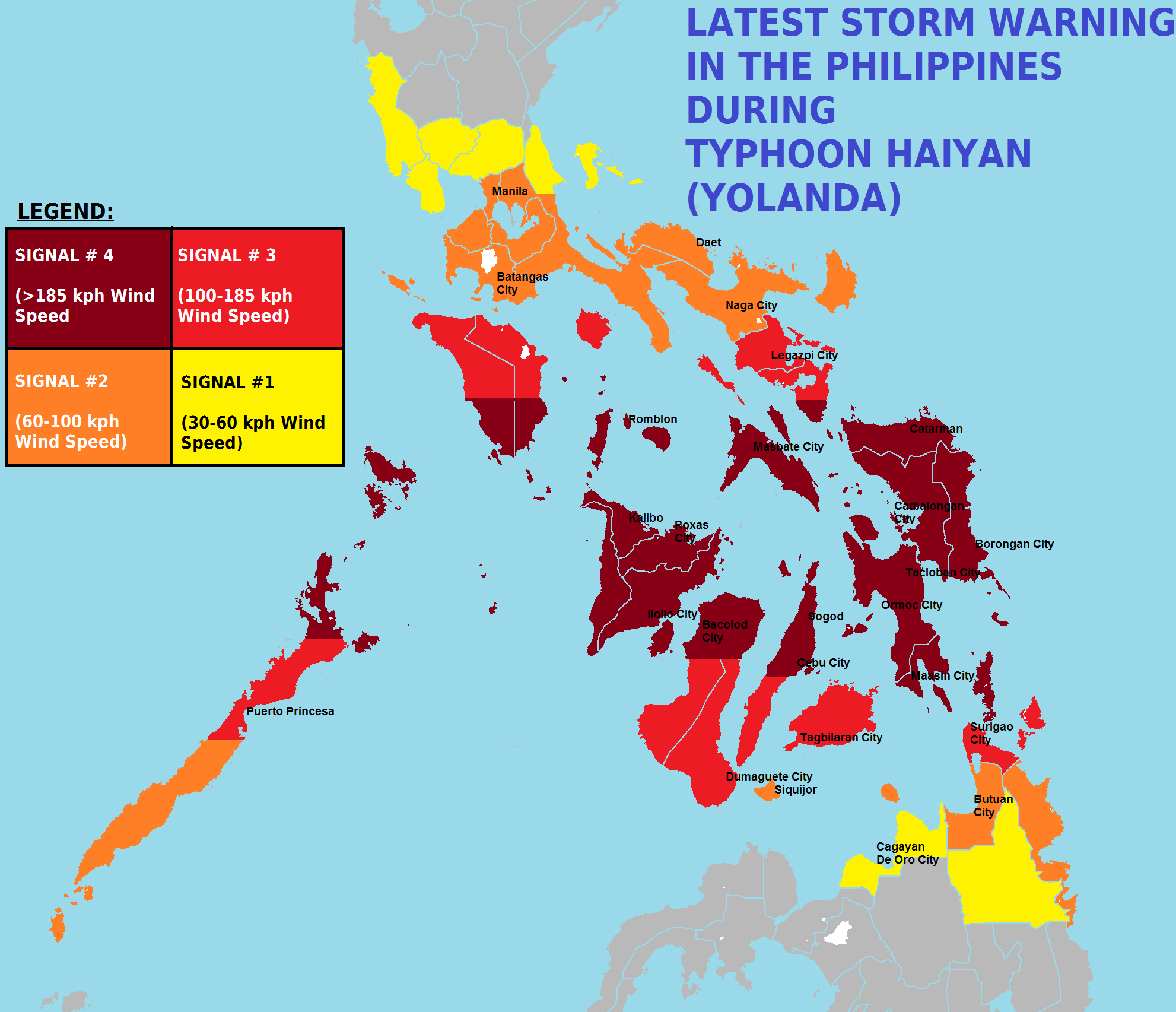
Avisos y alertas "PSWS". La escala comprende del nivel uno, el más bajo con posibilidades de daños menores, hasta el cuatro, el más alto con posibilidades de daños severos. Nótese que la alerta #4 en el trayecto de la tormenta de color rojo oscuro.

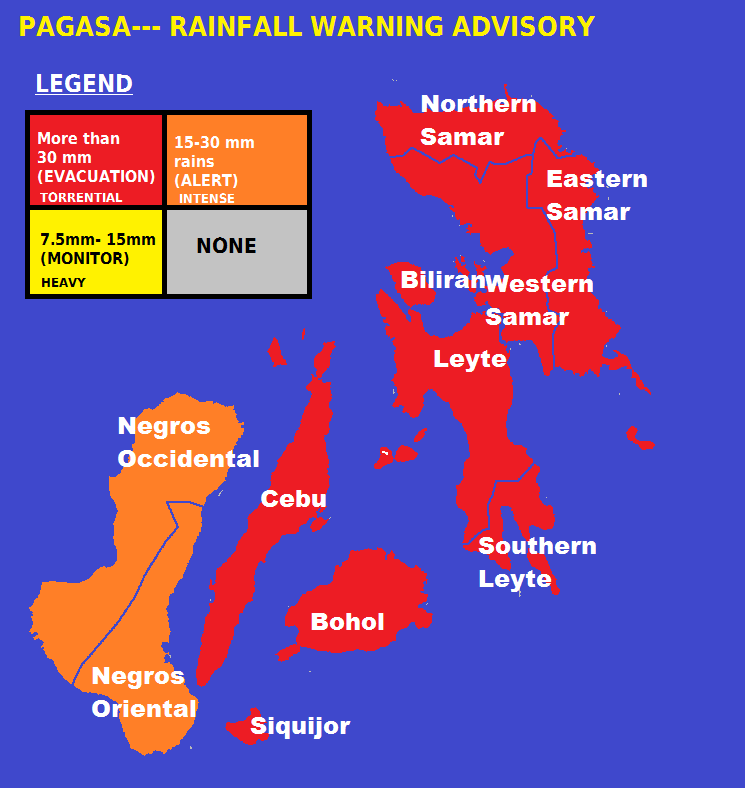
En esta imagen se puede observar las alertas de lluvias emitidas por la PAGASA. Las áreas rojas que se ven en las áreas de Bisayas Centrales y Bisayas Orientales, son las más severas con posibilidades de precipitaciones intensas.

Antes de que el Haiyan entrase en el Área de Responsabilidad Filipina el 6 de noviembre, la PAGASA emitió su Public Storm Warning Signal (PSWS) número uno, el bajo de cuatro niveles, para muchas áreas de Bisayas y Mindanao. A medida que la tormenta se aproximaba al país, los avisos fueron ampliados a Luzón e incrementado los niveles en varias áreas. En la noche del 7 de noviembre, los avisos PSWS #4, el más alto en niveles de alerta el cual indicaba vientos que exceden los 185 km/h, fueron emitidos para Bilirán, Sámar Oriental, Leyte, el norte de Cebú y Leyte del Sur. Durante el 8 de noviembre, la cobertura de la PSWS #4 continuaba ampliándose, hasta llegar a las áreas del sur de Luzón. Derivado a esto, el gobierno de Filipinas ordenó una evacuación masiva de población que habitaba en laderas de montaña y zonas del litoral. El presidente de Filipinas, Benigno Aquino III, se dirigió a la nación en un discurso televisado advirtiendo que se esperaba que el Haiyan fuera más intenso que el Bopha, que en 2012 dejó 1146 muertes.
Mientras tanto, las autoridades ubicaron a oficiales de policías en Bicolandia en el trayecto de la tormenta. En las provincias de Sámar y Leyte, las clases fueron suspendidas y los residentes quienes vivían en áreas de riesgo de inundaciones y deslizamientos de tierra fueron evacuados. Algunas de las áreas en Bohol, en especial a las afectadas por el terremoto de 7,2 grados del 15 de octubre pasado estuvieron bajo alerta de tifón. El presidente Aquino ordenó la disposición de aviones y helicópteros a la región posiblemente afectada por el tifón. Debido a que el Haiyan se desplazaba rápido, la PAGASA emitió alertas para ciudades diferentes del país. Alrededor de 60 provincias incluyendo el área de Metro Manila estuvieron bajo alerta. Varias organizaciones de caridad se activaron para proveer ayuda en los lugares que sean necesarios.

### Vietnam
El 9 de noviembre, el Haiyan se dirigía a Vietnam, donde los vientos máximos sostenidos eran esperados entre unos 120 y 130 km/h (75 y 80 mph), con ráfagas mayores a 185 km/h (115 mph). Entre unas 200 000 y 600 000 personas fueron evacuadas en el centro de Vietnam. Escuelas fueron cerradas y pobladores que vivían en zonas bajas fueron movidos a refugios en tierras altas. Se ordenó el cese de las actividades de navegación, y aproximadamente 170 000 soldados fueron movilizados para proveer ayudas de emergencias. Anteriormente, el centro de Vietnam había sufrido daños de los tifones Wutip y Nari, pero se esperaba que el Haiyan iba a ser el doble de intenso que estos tifones, y por lo tanto iba a provocar daños severos, particularmente en casas recién reparadas que fueron afectadas por estos. Cientos de vuelos en los aeropuertos fueron cancelados y varias escuelas cerradas hasta nuevo aviso.

### China
El Cuartel Estatal de Ayudas y Control de Inundaciones emitió avisos de nivel tres de emergencia en las provincias de Hainan, Cantón y la Región Autónoma de Guangxi Zhuang. Las autoridades Chinas urgieron a esas provincias a estar atentos y preparados para el impacto potencial del Haiyan. La actividad de pesca fue suspendida en la tarde del 9 de noviembre. La Administración Meteorológica China, por su parte emitió alerta roja cuando el ciclón alcanzó la provincia de Hainan.

## Impacto

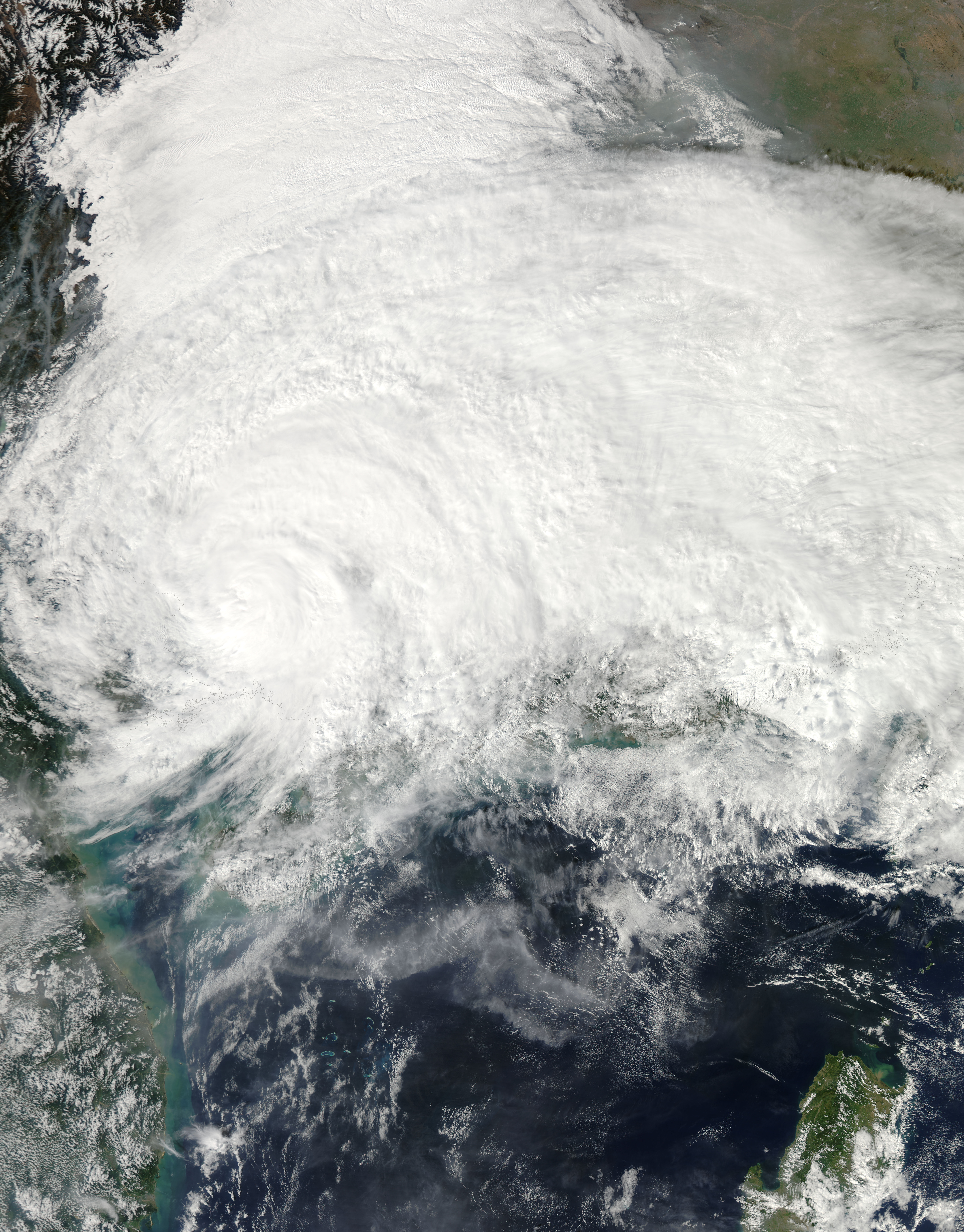
Imagen tomada por la NASA el 11 de noviembre en la que se ve al Haiyan, como tormenta tropical severa, sobre Vietnam y el sur de China.

### Estados Federados de Micronesia y Palaos
En Kayangel y Palaos, una marejada ciclónica intensa dañó muchos hogares mientras que los fuertes vientos destruyeron árboles. Varios helicópteros estuvieron volando sobre las islas para supervisar los daños y proveer asistencia. El gobierno planeaba evacuar a aquellos quienes se quedaron sin hogar en la isla. En las islas de Koror, Babeldaob, y Kayangel estuvieron sin el servicio de agua potable y energía eléctrica. En Koror, se registraron vientos de 120 km/h, los cuales causaron la caída de techos, árboles y líneas de tendido eléctrico. Una calzada que une un hospital de alta mar a la isla principal se cerró temporalmente después de ser inundado por el agua. Al norte de Babelsaob, el Haiyan dañó escuelas y edificios. En el período al cual el Haiyan se encontraba muy cerca de la isla, Kayangel fue inundada en su totalidad, y todos los hogares fueron destruidos. No se reportaron víctimas fatales, sin embargo 69 personas quedaron damnificadas por este ciclón.

### Filipinas
El tifón Haiyan causó daños catastróficos en gran parte de las provincias de Leyte y Sámar, donde ciudades y pueblos fueron ampliamente destruidos. A las 3:33 PM (09:33 UTC) del 26 de noviembre, la National Disaster Risk Reduction and Management Council (NDRRMC) había confirmado 5600 fallecidos en todo el país, 5000 de ellos en Bisayas Orientales. Si bien el número total de muertos aún no se conoce, se estimó inicialmente en 10.000 por algunas fuentes, y más recientemente alrededor de los 4.000. El 13 de noviembre, la Cruz Roja estimó que 22.000 personas se encontraban desaparecidas, mientras que 65.000 se registraron en Google Person Finder. Sin embargo, Google advirtió que este valor puede ser inexacto, ya que durante el terremoto y tsunami de Japón de 2011 más de 600.000 nombres figuraban como desaparacidas, mucho mayor que la cifra final de muertos de más o menos 20 000.
En Surigao se registraron 281,9 milímetros de precipitaciones, gran parte de ellos cayeron en un período de 12 horas. También se registraron marejadas ciclónicas en muchos lugares. En la isla de Leyte y Sámar, la PAGASA registró olas entre 5 y 6 metros. En Tacloban, Leyte, una marejada 5,2 metros de altura destruyó por completo el aeropuerto Daniel Z. Romuáldez, cuyas olas llegaron al segundo piso del edificio. A lo largo del aeropuerto, las marejadas de 4 metros fueron estimadas, con olas de 4,6 metros de altura. Mientras tanto en las costas occidentales de Sámar, las marejadas fueron poco significantes.
Guiuan, Sámar Oriental, fue el punto donde el Haiyan tocó tierra, y fue severamente afectado por el impacto del tifón. Casi todas las estructuras en la ciudad sufrieron al menos daños parciales, y muchas de ellas se derrumbaron por completo. Varios días después de que el ciclón tocara tierra, la amplitud de los daños en la ciudad de pescadores aún era incierta debido a la falta de comunicación. Sin embargo, los daños pudieron finalmente ser evaluados por la Fuerza Aérea de Filipinas el 10 de noviembre. El 13 de noviembre, la NDRRMC confirmó 79 fallecidos y 500 heridos en esta ciudad.
Debido a las marejadas del tifón, la devastación en Tacloban fue evidente, con muchos edificaciones destruidas, árboles partidos o sobre otras estructuras y automóviles amontonados. Las áreas bajas de la parte este de Tacloban fueron gravemente afectadas, con la población cerca de la costa completamente desplazada. Las inundaciones se extendieron por más de un kilómetro tierra adentro en la costa este de la provincia. El administrador de la ciudad, Tecson John Lim, afirmó que cerca del 90% de la ciudad había sido destruida. Los periodistas que se encontraban en el lugar, describieron la devastación como "apocalíptica" y "fuera de escala". Muchas familias en Sámar y Leyte perdieron a algunos de sus parientes; familiares que provienen de otras regiones del país se encontraban buscando a sus parientes que podrían haber desaparecido, especialmente niños. El primer piso del centro de convenciones de Tacloban, el cual servía como un centro de evacuación, fue inundado completamente por la marejada ciclónica. Muchas personas quienes estaban en el lugar fueron sorprendidos por el rápido crecimiento de las aguas y subsecuentemente algunos se ahogaron y otros salieron heridos dentro del edificio.
Los vientos provocados por el tifón fueron extremos, sin embargo la mayor causa de los daños y víctimas humanas aparentemente fueron por las marejadas ciclónicas. El mayor punto de devastación se concentró en la costa este de las provincias anteriormente mencionadas, especialmente en Tacloban, por su localización y que mucha gente vivía en ese punto, específicamente en áreas bajas. El Secretario del Interior Filipino, Mar Roxas afirmó que la escala de la operación de auxilio es, hasta este punto, abrumador, con algunos lugares descritos como predios baldíos, llenos de lodo y escombros.

Imagen de satélite animada en la que muestra al Haiyan tocando tierra sobre las Filipinas.

Sebastián Rhodes Stampa, dirigente de una delegación de asesoramiento de daños de las Naciones Unidas, afirmó que se ve en Tacloban una "destrucción en una escala masiva". También afirmó que "Hay carros tirados como rodadora y las calles están llenas de escombros. La última vez que vi algo de esta magnitud fue en la secuela del tsunami del Océano Índico en 2004." La comunicación con la ciudad es escasa, y no hay cobertura de telefonía móvil. Hasta la costa este de la Leyte hay numerosos pueblos y aldeas que están completamente aislados y sin ninguna ayuda. En áreas extensas de Leyte y Sámar se encontraban sin el servicio de energía eléctrica y con posibilidad de encontrarse así en mucho tiempo.
La tormenta cruzó la región de Bisayas por un día, causando inundaciones extendidas. Las ciudades de Cebú e Iloilo también fueron severamente devastadas, hecho que se suma al terremoto ocurrido apenas dos semanas atrás. Durante la mañana del 8 de noviembre, los medios de comunicación locales en todo el país transmitieron en directo la destrucción del Haiyan. Sin embargo, al llegar la tarde, todas las comunicaciones en la región de Bisayas fallaron. El Departamento de Comunicaciones Presidencial del presidente Benigno Aquino III tuvo dificultades en contactar al Secretario del Interior Mar Roxas y el Secretario de Defensa Voltaire Gazmín en Iloilo para el plan de ayuda. Apagones extensos, deslizamientos de tierras e inundaciones repentinas también fueron reportadas. Las principales carreteras fueron bloqueados por árboles, convirtiéndolos en vías inaccesibles. 453 vuelos locales e internacionales fueron cancelados. Algunos aeropuertos fueron también cerrados entre el 8 y 9 de noviembre, pero algunos de estos permanecieron aislados y sin comunicación debido a los daños severos provocados por este sistema. Marejadas ciclónicas fueron confirmadas en muchos lugares. En la isla de Leyte y Sámar, la PAGASA registró marejadas de cinco a seis metros.
La Organización de las Naciones Unidas comenzó a pedir apoyo internacional junto con el Programa Mundial de Alimentos para ayudar a Filipinas con poco más de 2,000,000 de dólares para la operación de rescate.

### Taiwán
A lo largo de la costa de Nuevo Taipéi, 16 personas fueron arrastradas al mar por tres olas de 8 metros de altura. Luego de varias horas de búsqueda y rescate, ocho fueron llevados al hospital mientras que los otros ocho se ahogaron. Este fue considerado como la mayor pérdida de vidas por marejadas en mucho tiempo.

### China
El tifón Haiyan llegó a la provincia de Hainan, donde produjo daños graves que terminaron con la muerte de seis personas.  La zona más afectada fue Qionghai, donde las inundaciones aislaron aproximadamente 3.500 personas en 20 aldeas.  Las perdidas económicas en Hainan ascendieron a los 803 millones de dólares estadounidenses. En la región autónoma de Guangxi, las lluvias torrenciales acumularon 380 milímetros con vientos que alcanzaron los 100 km/h (60 mph). Aproximadamente 1,21 millones de personas fueron afectadas, de las cuales se evacuaron 26 300. Dos personas murieron mientras que otras cuatro desaparecieron luego de que un automóvil fuera arrastrado por la corriente en un río cerca de Beihai. Las pérdidas en Guangxi ascendieron a los USD 45 millones; 900 casas y 25.500 hectáreas de cultivos fueron destruidos, mientras que 8.500 casas fueron dañadas.  Además, cerca de 3 millones de personas fueron afectadas por la tormenta en el sur de China. Un buque de carga se separó de sus amarras en Sanya el 8 de noviembre; tres miembros de la tripulación se ahogaron mientras que otros cuatro desaparecieron. También desapareció una persona las costas de la Isla Lantau, Hong Kong.

### Vietnam
En Vietnam, el Haiyan tocó tierra como tormenta tropical severa produciendo lluvias torrenciales extensas. 14 personas fallecieron y 81 personas se encontraban heridas, la mayoría por complicaciones de salud durante los trabajos de preparación. Cuatro personas también se encuentran desaparecidas en Quang Ninh.

## Repercusiones

### Filipinas

Animación de satélite en la que muestra los cortes de energía durante el paso del Haiyan en Bisayas.

El 11 de noviembre, las provincias de Aklan, Capiz, Cebú, Iloilo, Palawan y Sámar declararon estado de calamidad, permitiendo al gobierno usar fondos estatales para ayuda y rehabilitación, y para controlar los precios de los productos básicos. Adicionalmente, aproximadamente 700.000 dólares han sido usados para asistencia por la NDRRMC. Agencias locales y nacionales pusieron a disposición un colectivo de 18.177 personas, 844 vehículos, 44 buques de navegación marítima y 31 aviones para varias operaciones.
El representante de la Organización Mundial de la Salud, el doctor Julie Hall afirmó que mientras más sobrevivientes requieran atención médica en la primera semana después de presentar traumas y fracturas, estos podrían haberse convertido en problemas crónicos a medida que las semanas pasan. La OMS coordinó la respuesta masiva internacional para ayudar al gobierno Filipino de entregar la ayuda médica en las áreas afectadas.
Los daños extremos a la infraestructura a través de la región significó problemas logísticos que significativamente dificultaron las labores de ayuda. A pesar de que la ayuda había llegado a los aeropuertos locales, la mayoría de estas permanecieron allí debido a las carreteras cerradas. Según lo estimado el 13 de noviembre, solo el 20% de la población afectada en Tacloban estaban recibiendo ayuda. Con la falta de acceso a agua potable, algunos residentes sacaron agua de pozos y de cisternas para poder subsistir. Miles de personas escapaban de la ciudad por medio de los aviones de carga C-130, sin embargo, el proceso lento agravó la situación. Se escucharon reportes de prisioneros fugados de las cárceles, pero las autoridades afirmaron que hay "menos de diez" reos prófugos. Debido a la falta de electricidad, los aviones solo pudieron operar durante el día, ralentizando las evacuaciones. El 12 de noviembre, miles de personas rompieron las vallas y se lanzaron a los aviones, si bien la policía y el personal militar los obligaron a retroceder. Un incidente similar ocurrió luego que un avión de la Fuerza Aérea Estadounidense aterrizara.
El 14 de noviembre, un corresponsal de la BBC catalogó a Tacloban como una "zona de guerra", con tanques o carros de combate y militares armados entrando a la ciudad. Inquietudes relacionadas con la seguridad llevaron a varias agencias de ayuda a abandonar el área, y algunos miembros del personal de las Naciones Unidas se retiraron por razones de seguridad. Un mensaje que circula entre las agencias les instó a no entrar en Tacloban por el mismo motivo. En la costa occidental de la isla de Leyte, residentes en Ormoc temían que se quedarían sin ayuda, ya que esta se concentró en la ciudad de Tacloban. Si bien los fallecidos fueron menores, casi el 90 por ciento de la ciudad quedó dañada o destruida y los suministros se estaban agotando. Los hospitales de la ciudad estaban cerrados o trabajando parcialmente, dejando a aproximadamente 2.000 heridos en la ciudad sin asistencia médica. Cerca del barrio de la ciudad de Surigao llamada Baybay, la falta de asistencia propició la ira e incitó a los saqueos para poder sobrevivir.
En la costa de Guiuan, que fue extremadamente afectada por el tifón, al alcalde de la localidad, Christopher González se le atribuyó haber salvado incontables vidas luego que incesantemente instó a los residentes a evacuar. En el pueblo de 45.000 residentes, 87 de ellos fallecieron, 931 salieron heridos y otros 23 se encontraban desaparecidos. El capitán de la Naval Estadounidense, Russell Hays, un médico militar, estimó que la intensidad de la tormenta podría haber matado a 4.500 personas, sólo en Guiuan, sí el alcalde no hubiese insistido en la evacuación.

#### Daños ambientales
El Haiyan hundió un buque en Estancia, Iloílo causando un derrame de petróleo. Como resultado del tifón, el gobierno estuvo planeando volver a plantar manglares en las zonas costeras, y preservar las que se encontraban allí. Se permitieron a los residentes regresar a sus hogares con autorización del departamento de Salud el 7 de diciembre de 2013, luego que se probara que los niveles de benceno en el ambiente estuvieron cercanos a cero. Anteriormente, se les habían evacuado luego que los niveles de este compuestos alcanzaron niveles que atentan contra la salud humana, ya que son potentes cancerígenos.

#### Violencia y saqueos

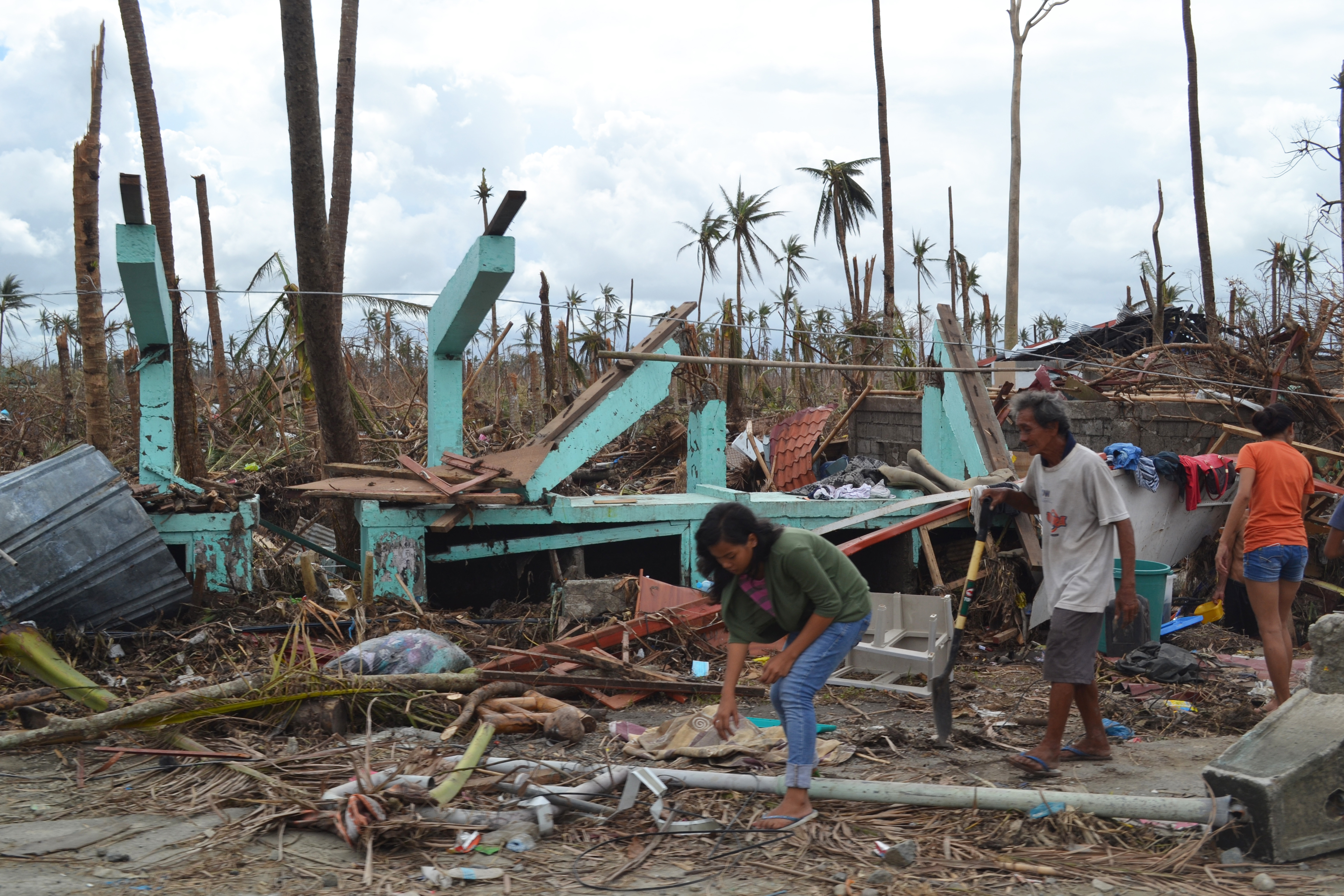
Fotografía en la que se puede observar la destrucción causada por el Haiyan en Tacloban.

Por toda la ciudad de Tacloban, se pudieron percibir muchas escenas de saqueos luego del tifón. En algunos casos, camiones que llevaban ayuda fueron atacados y robados los alimentos que llevaban en él. Dos de los principales centros comerciales de la ciudad y numerosos supermercados fueron saqueados. Una gasolinera fue resguardada por la policía armada mientras que otros 200 más fueron a auxiliar. Se establecieron varios puestos de control por toda Tacloban para prevenir más ataques. Las fuerzas militares Filipinas también impidieron a miembros del Ejército Nuevo del Pueblo (New People's Army) de emboscar a un convoy de ayuda con destino a Sámar en Matnog, Sorsogon, matando a dos personas. El Presidente Aquino consideró en declarar ley marcial con el objetivo de restaurar el orden en áreas afectadas.
Los saqueos intensificaron cuando los esfuerzos de recuperación estuvieron lentas, obligando a los residentes a buscar todos los medios necesarios para sobrevivir. El administrador de la ciudad de Tacloban, Tecson John Lim afirmó: "El saqueo no es criminal. Es un instinto de supervivencia". Algunos reportes indicaban que en algunas áreas se encontraban en una situación de anarquía, lo que el Secretario del Interior Filipino Mar Roxas negó. Los esfuerzos titánicos para restablecer el orden fueron inútiles debido a la falta de oficiales trabajando. En Tacloban, sólo 100 de los 1.300 oficiales de policía se reportaron para cumplir su deber. En Alang-alang, al oeste de Tacloban, ocho personas murieron al intentar escalar los muros de una bodega gubernamental de arroz, que colapsaron en el hecho. Aproximadamente 33.000 sacos de arroz, con un peso de 50 kilogramos, fueron robados. Las bodegas también fueron hurtadas en Jaro y Palo. Por toda la ciudad de Tacloban, las personas empezaron a saquear casas y tiendas que quedaron completamente vacías.

#### Críticas a la respuesta gubernamental

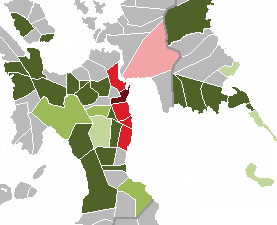
Mapa que muestra el número de fallecidos en Bisayas Orientales.
Más de 1000
500-999
100-499
50-99
25-49
1-24
0

Las críticas o condenas a la acción tardía del gobierno para los esfuerzos de asistencia en respuesta al tifón ocurrieron días después del paso del Haiyan. Los medios de comunicación filipinos criticaron la administración de Aquino por la aparente falta de preparación y coordinación de las agencias gubernamentales para la asistencia. Hasta el 12 de noviembre, cinco días después de la embestida del Haiyan, los sobrevivientes continuaron luchando en obtener las necesidades básicas como comida, agua y refugios mientras que en varios pueblos de Leyte y Sámar aún no habían llegado la ayuda. El gobierno Filipino respondió diciendo que se han tomado la tragedia "bastante bien", pero la respuesta había sido lenta debido a la interrupción de los gobiernos locales en las zonas afectadas, donde los funcionarios y empleados, que por lo general eran los primeros en responder a estos desastres, fueron también víctimas del tifón. El Secretario de Gabinetes, José René Almendras afirmó que el gobierno nacional han tomado acciones a pesar de los retos logísticos y aseguró que se está trabajando en proveer ayuda lo más rápido posible a los sobrevivientes.

#### Crisis humanitaria y éxodo
Filipinas enfrentó una crisis humanitaria posteriormente al tifón, siendo mayormente afectada Bisayas con 1,9 millones de personas sin hogar y más de 600.000 desplazados. En Tacloban, alrededor del 90% de las estructuras se encontraban dañadas o destruidas, mientras que en otras ciudades como Ormoc, se reportaron daños similares. Las Naciones Unidas temían de la posibilidad de epidemias en las áreas afectadas eran altas, debido a la falta de comida, agua, refugio y medicamentos. Se han reportado varios fallecimientos debido a la falta de ayuda médica en áreas afectadas, aumentando el número de fallecidos por el tifón.
Como resultado del daño en Tacloban y en otras ciudades de la provincia de Leyte, miles de personas quienes vivían en estas áreas abandonaron en dirección a otras partes menos afectadas por el tifón como Cebú y Manila.  En Catbalogan, el número de personas en los refugios se duplicó después del paso del Haiyan.

#### Efectos en la Economía
Según algunas estimaciones, la economía filipina sufrió cerca de 14 mil millones de dólares estadounidenses. La mayor parte de la agricultura en las áreas afectadas fueron gravemente dañadas.   Antes del tifón, este campo aportaba entre el 14-18% de la economía nacional.   La economía de las Filipinas había crecido alrededor del 6% antes que la tormenta golpeara al país, y era estimado a crecer en 2014. Con esta catástrofe, la economía se reduciría en 1%.

#### Respuesta Internacional
| País                   | Donación en dólares o euros | Suministros                                                         | Comentario |  |
| ---------------------- | --------------------------- | ------------------------------------------------------------------- | --- |  |
| Alemania               |                             | 23 toneladas de ayuda                                               | Se enviaron también equipos de rescate |  |
| Arabia Saudita         | $10 millones                | Suministros de ayuda                                                | |  |
| Australia              | $ 28 millones               | Suministros de emergencia y ayuda                                   | La Royal Australian Air Force y Royal Australian Navy se desplegaron con ayuda y equipos médicos |  |
| Baréin                 |                             | 90 toneladas de suministros de ayuda                                | |  |
| Bangladés              | $ 1 millón                  |                                                                     | |  |
| Bélgica                | €500 mil                    | Ayuda humanitaria                                                   | Hospital de campo, sistema de purificación de agua, 5 médicos, 13 enfermeras y 10 personales de logística. |  |
| Brunéi                 |                             | Ayuda humanitaria                                                   | Se desplegaron equipos de emergencias. Se envió un avión de la Real Fuerza Aérea de Brunéi con suministros. |  |
| Canadá                 | $ 40 millones               |                                                                     | Se enviaron a dos mil miembros del Disaster Assistance Response Team de Canadá (DART) con equipamiento, también con tres helicópteros Griffon. GlobalMedic, una ONG son sede en Toronto envió e tres equipos médicos y de rescate hacia el lugar de desastre, llevando consigo suministros de purificación de agua.                                                                               |  |
| Catar                  |                             | 80 toneladas de suplementos de ayuda                                | |  |
| Corea del Sur          | $5 millones                 |                                                                     | Envío de equipos de emergencia |  |
| Ciudad del Vaticano    | $150 mil                    |                                                                     | |  |
| Chile                  |                             | Ayuda humanitaria                                                   | |  |
| China                  | $1,4 millones               |                                                                     | Enviaron el hospital naval Peace Ark. |  |
| Emiratos Árabes Unidos | $10 millones                |                                                                     | |  |
| España                 | $1,8 millones               |                                                                     | El gobierno español también envió dos vuelos con 35 toneladas de ayuda humanitaria al área de desastre |  |
| Estados Unidos         | $20 millones                | Suplementos humanitarios                                            | Desplazó al USS George Washington (CVN-73) y su convoy de 13 mil militares |  |
| Francia                | $1,4 millones               |                                                                     | Enviaron 70 toneladas de suministros de ayuda y un equipo de 61 personas de la Sécurité Civile, para restaurar el servicio de electricidad, agua potable, etc. |  |
| Hong Kong              |                             |                                                                     | Llamado a posponer sanciones económicas. También se entregó $5,16 millones a organizaciones de caridad internacionales. |  |
| India                  |                             | >15 toneladas de suplementos de ayuda                               | |  |
| Indonesia              | $1 millón                   | Ayuda humanitaria con logística de valor de $1 millón               | Tres aviones Hércules de la Fuerza Aérea Indonesia fueron enviados para suministrar ayuda en áreas afectadas. Ayuda logística incluyendo un avión, comida, generadores de electricidad y medicinas. La Cruz Roja de Indonesia envió a un buque de carga con suministros de emergencia y 30 voluntarios.                                                                                           |  |
| Irlanda                | $1,36 millones              | 100 toneladas de suministros de emergencia                          | |  |
| Islandia               | $ 100 mil                   |                                                                     | |  |
| Israel                 |                             |                                                                     | Envío de miembros del Ministerio de Relaciones Exteriores y el Comando de Ayuda de las Fuerzas de Defensa Israelíes |  |
| Japón                  | $52 millones                | Ayuda humanitaria                                                   | Envío de 1000 miembros de las Fuerzas de Autodefensa de Japón y buques militares. |  |
| Kuwait                 | $10 millones                |                                                                     | |  |
| Malasia                | $1 millón                   | Suministros de ayuda esenciales                                     | La comunidad filipina en Malasia recolectó suministros para que sean enviados. Los equipos de emergencia también fueron enviados. |  |
| México                 | $1 millón                   |                                                                     | |  |
| Nueva Zelanda          | $1,22 millones              | 30 toneladas de comida y suministros médicos.                       | |  |
| Noruega                | $33,5 millones              | 100 toneladas de comida y 70 toneladas en equipos de comunicaciones | Además de la ayuda suministrada por el gobierno Noruego, los ciudadanos apoyaron a numerosas agencias humanitarias, como la Cruz Roja de Noruega y Save the Children, con donaciones de $4,9 millones. El 24 de noviembre, se realizó un concierto con varios artistas de ese país para apoyar a las víctimas del tifón en Filipinas. Durante 70 minutos, los noruegos donaron otros $4 millones. |  |
| Panamá                 |                             | 200 mil dólares en ayuda humanitaria                                | |  |
| Reino Unido            | $130 millones               |                                                                     | Desplazó al HMS Illustrious y otros buques militares para los esfuerzos de ayuda. |  |
| Rusia                  |                             |                                                                     | Sobre 200 personas del Ministerio de Situaciones de Emergencias de Rusia fueron enviados para apoyar los esfuerzos médicos. |  |
| Singapur               | $2,76 millones              | Ayuda humanitaria                                                   | Aviones de la Fuerza Aérea de Singapur fueron enviados |  |
| Suiza                  | $5,4 millones               | 21 toneladas de equipos de emergencia                               | Envío de miembros de la Unidad de Ayuda Humanitaria de Suiza |  |
| Taiwán                 | $200 mil                    | 660 tons of relief supplies                                         | |  |
| Tailandia              |                             | Ayuda humanitaria                                                   | |  |
| Turquía                |                             | Suministros humanitarios                                            | |  |
| Vietnam                | $100 mil                    |                                                                     | |  |

##### Organismos supranacionales

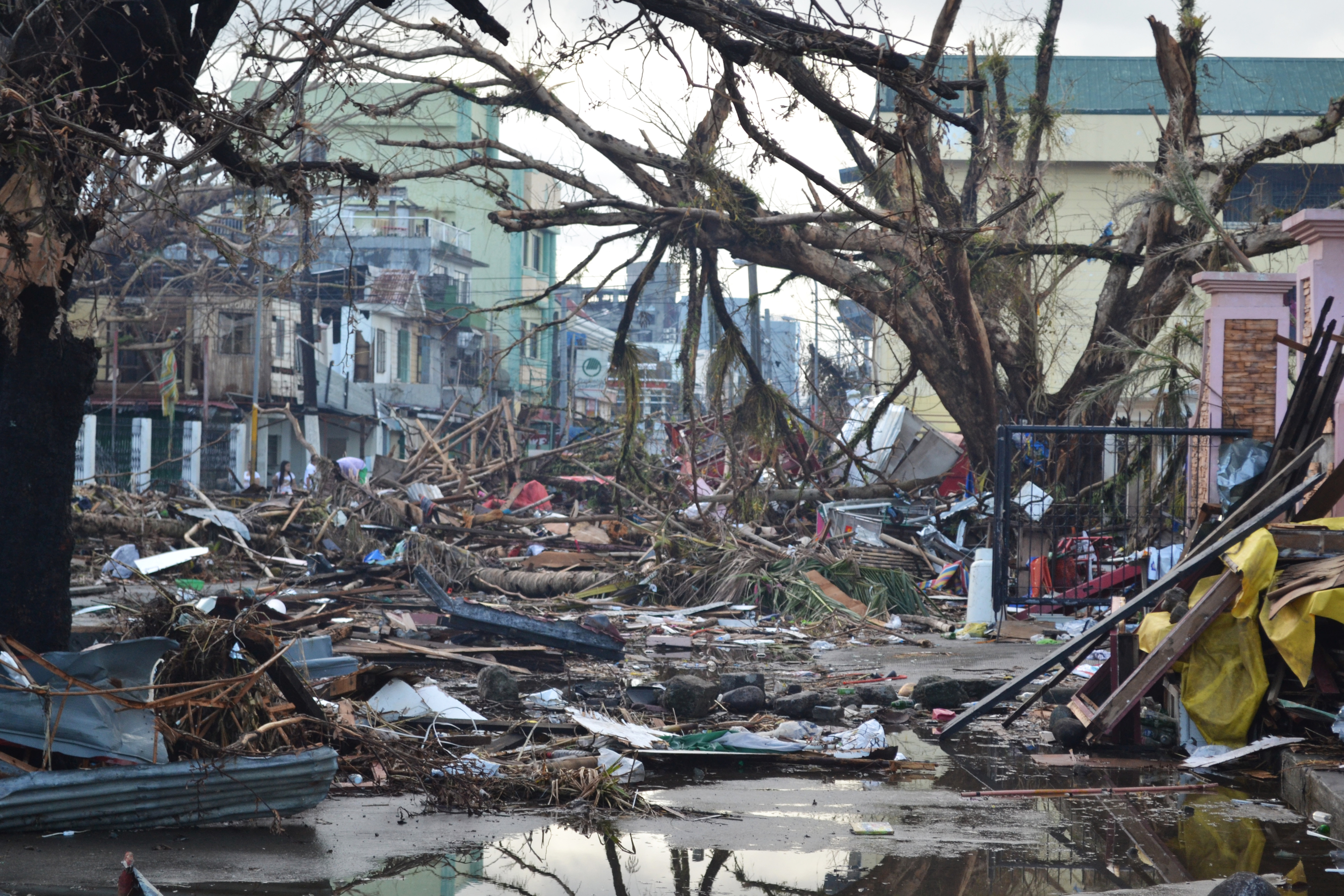
Fotografía que muestra los escombros que todavía no se habían retirado de las calles de Tacloban.

La ONU dijo que iba a incrementar las operaciones de búsqueda y rescate como resultado de la devastación del tifón. Sus oficinas, en Manila emitieron un comunicado que decía: "El acceso a algunos lugares es un gran reto en algunas áreas que siguen incomunicadas de las operaciones de ayuda. Un número desconocido de sobrevivientes no suplen sus necesidades básicas, como comida, agua y medicinas, siendo inaccesibles para las operaciones de rescate, varias carreteras, aeropuertos y puentes, que fueron destruidos por el ciclón." También, las Naciones Unidas empezaron sus operaciones de ayuda inmediatamente; sin embargo, los daños severos a la infraestructura obstaculizaron los esfuerzos de distribuir la ayuda. La Organización Mundial de la Salud había preparado donaciones de medicinas y equipos médicos, dando así a las Filipinas el equipamiento adecuado para esta emergencia. Según la OMS, muchas personas sufrieron cortes, heridas y huesos fracturados durante el desastre y otras más resultaron lesionadas durante la inundación provocada por el tifón. Mientras tanto, la INTERPOL anunció que enviarían oficiales de esa organización desde Lyon para ayudar a la identificación de los cuerpos que se encontraban irreconocibles.

##### Celebridades, empresas y organizaciones no gubernamentales
La banda estadounidense Journey donó 350 mil dólares para aportar a los esfuerzos de rescate en las Filipinas, y el cantante envió un mensaje a su país: "No dejen de creer". Arnel Pineda (el vocalista de la banda de origen Filipino) y el resto de la banda anunciaron las donaciones el 15 de noviembre. Estas fueron al Programa Mundial de Alimentos de las Naciones Unidas, el cual suplieron con alimentos a los filipinos. La donación podría proveer 1,4 millones de alimentos.  Las empresas Walmart, Samsung y HSBC también donaron en todo lo que necesitaban.  Northwestern Mutual anunció que donarían 100 mil dólares para la Cruz Roja Estadounidense. La Coca-Cola afirmó que se había enviado $2,5 millones de dólares de su presupuesto de publicidad para apoyar los esfuerzos de ayuda el 25 de noviembre. Por su parte, la FIFA, el 13 de diciembre, había donado $1 millón a la causa.
La Major League Baseball donó 200 mil dólares a UNICEF y a la Cruz Roja Estadounidense, con el llamado a los aficionados a donar por parte del comisionado Bud Selig.   Mientras tanto, la UNICEF  entregó escusados para ayudar a cuatro millones de niños afectados.  La Cruz Roja Estadounidense anunció que habían recolectado 11 millones de dólares en donaciones para el Fondo de Ayuda de las Filipinas.  Los Mercy Corps de Oregón enviaron un equipo de emergencias para ayudar con los esfuerzos humanitarios.

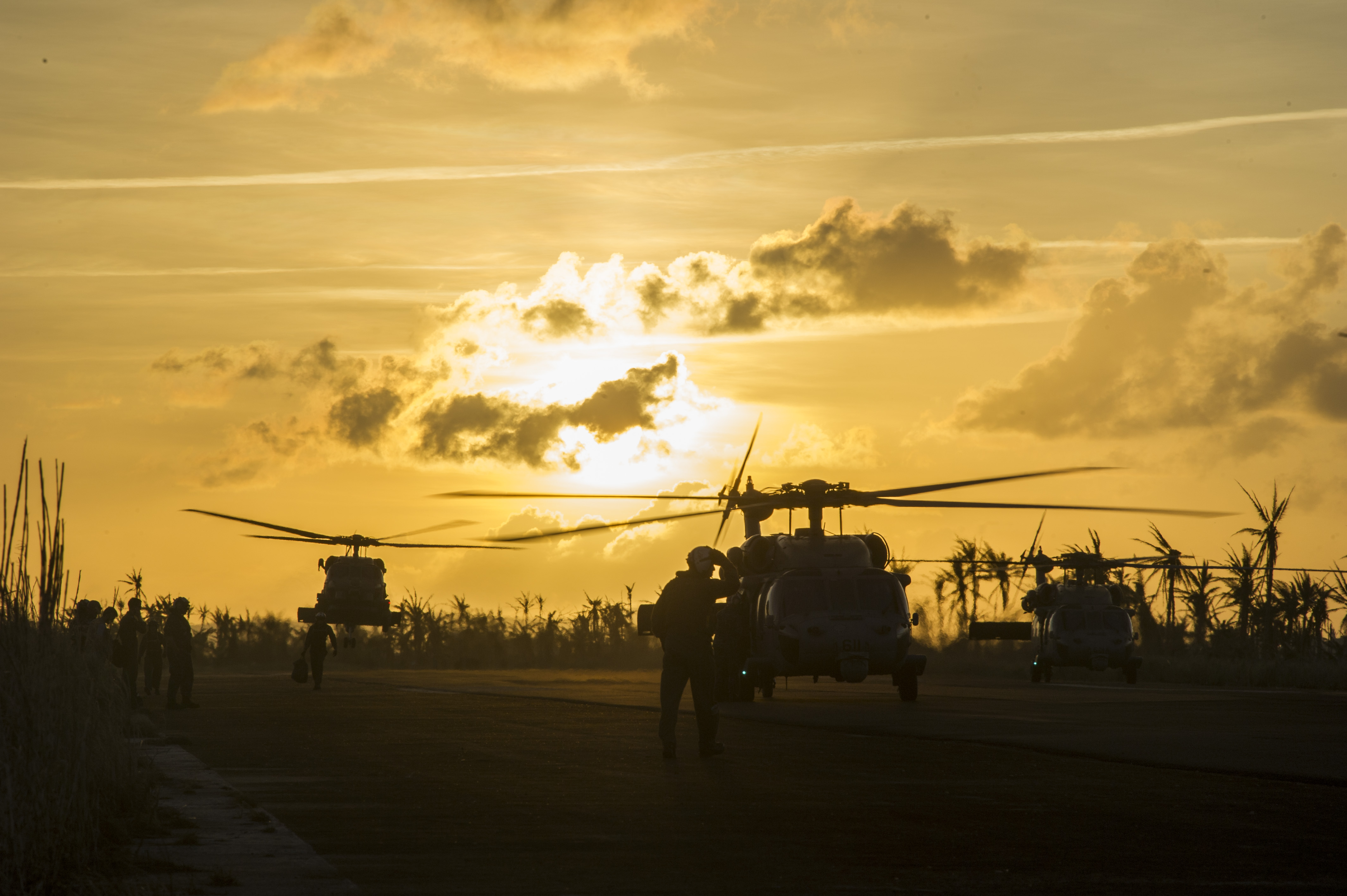
Fotografía en la que muestra a varios helicópteros de la Fuerza Aérea Estadounidense en operaciones de envío de suministros a las poblaciones más afectadas por el Haiyan.

Las Organizaciones No Gubernamentales, como Médicos Sin Fronteras enviaron 200 toneladas de ayuda.  El Food For Life Global de la International Society for Krishna Consciousness, la mayor organización de ayuda alimentaria más grande del mundo, recolectó dinero y suplieron comida a los sobrevivientes del tifón. La ONG Line recaudó aproximadamente U$ 560.000 provenientes de la venta de calcomanías para los damnificados en colaboración con la Cruz Roja del Japón y Filipinas.  Otras ONG religiosas recolectaron fondos y ayudaron en los esfuerzos de ayuda para los damnificados del tifón.
Celebridades como Alicia Keys, David y Victoria Beckham, Stephen Colbert,, Kim Kardashian, David Guetta, y The X Factor contribuyeron con sus respectivas donaciones.  El 26 de noviembre, iTunes publicó un álbum de compulación titulado: "Songs for the Philippines" con la participación de diferentes artistas, incluyendo a Katy Perry, Madonna, Bob Dylan y The Beatles. Todo lo recolectado fue entregado a la Cruz Roja de Filipinas. El 30 de noviembre, OneRepublic hizo su donación de $100 mil. En el día de su muerte, el actor Paul Walker asistía a un evento de caridad de su organización, Reach Out Worldwide, para las víctimas del tifón que se llevó a cabo antes del accidente.
Mientras tanto, Justin Bieber estuvo el 10 de diciembre en Tacloban donde lanzó la campaña "Give Back Philippines" para recolectar fondos para ayudar a los damnificados. Las bandas: Linkin Park y The Offspring hicieron equipo para un concierto de recaudación de fondos para los damnificados que se realizó en Los Ángeles el 11 de enero. A principios de marzo, Ronaldo, Zinedine Zidane, Fabio Cannavaro, Fernando Hierro y otros en conjunto organizaron un partido de fútbol en Berna, Suiza denominado "Partido contra la pobreza" cuyos fondos recaudados fueron destinados para las provisiones en las áreas afectadas por el tifón. "Fill a heart with hope" (llena un corazón con esperanza) es una canción de artistas independientes escrito por Shani Ormiston y producido por Manuel Ortega que han escrito especialmente sobre la tragedia ocurrida, para recaudar fondos. Lo recaudado va íntegramente para los afectados a través de la asociación Lions.

##### Ayudas con intereses políticos

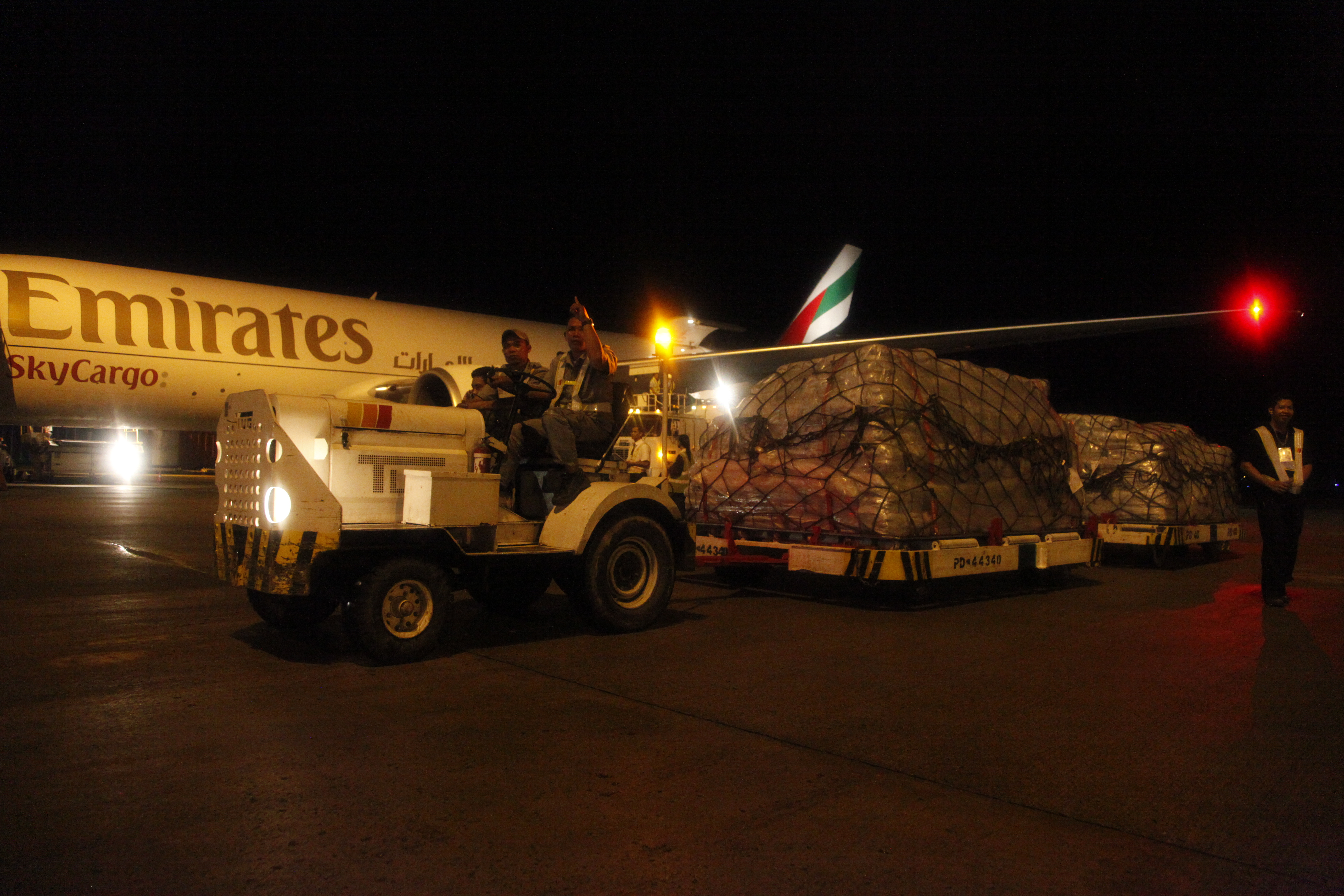
La ayuda no se hizo esperar, en esta imagen se muestra el primer envío de ayuda humanitaria por parte del Reino Unido.

Las contribuciones con ayuda por parte de China y Estados Unidos fueron dados enfocados en sus intereses políticos con Filipinas.   Siendo las dos más grandes potencias mundiales, ambos países están envueltos en una relación diplomática compleja con el país. China está disputando actualmente las islas Spratly en el mar de la China Meridional con las Filipinas, mientras que Estados Unidos en el pasado tenía ocupada la isla después de pertenecer a España y que, actualmente tiene un tratado de defensa mutuo con este país.
China inicialmente fue criticada por su contribución de 100 mil dólares para las víctimas del tifón, lo que, según algunos medios, podría ser derivado de la disputa con Filipinas.  Analistas atribuyeron a este bajo monto a las intenciones chinas de aislar a las Filipinas mientras fortalece su influencia con el resto del sudeste Asiático.  Esta acción había provocado múltiples reacciones del público sobre la decisión del gobierno de Pekín. Luego, China aumentó el monto de ayuda a 1,4 millones de dólares y envió un hospital naval llamado Peace Ark para contribuir con la ayuda.
Las contribuciones por parte de los Estados Unidos fueron mayores en contraste con China. El país envió 20 millones de dólares más ayuda por parte de la Marina Estadounidense para asistir con las operaciones humanitarias. El gobierno filipino estaba discutiendo con los planes estadounidenses de desplegar tropas militares estadounidenses en el país. Las contribuciones de ayuda por parte de este país fueron visto como un gesto de buena voluntad para estrechar más las relaciones entre ambos países.

### Vietnam
Luego que el tifón haya tocado tierra en Vietnam, amplias misiones de búsqueda y rescate fueron hechas en varios puntos de las provincias afectadas. Evaluaciones de daños fueron hechas en las 13 provincias para determinar que ayuda era necesaria. La IFRC empezó a distribuir ayuda y asistencia a los residentes quienes regresaban a sus hogares el 12 de noviembre. Las operaciones que se encontraban en curso debido a la devastación del tifón Wutip fueron temporalmente suspendidas por el Haiyan.

## Retiro de su nombre
Debido al daño extenso y el alto número de fallecidos, la PAGASA anunció que el nombre ‘’Yolanda’’ había sido retirado de los nombres de tifones de Filipinas. Fue sustituido por Yasmín. Mientras tanto, durante la sesión anual del ESCAP/WMO Typhhon Committee, se anunció que el nombre del Haiyan había sido retirado en la lista de nombres de ciclones tropicales, y nunca jamás será usado por la destrucción causada a su paso. En su lugar, fue reemplazado por Bailu.